# Super Street Fighter II
Super Street Fighter II là một trò chơi điện tử đối kháng phát triển và phát hành bởi Capcom vào năm 1993. Đây là trò chơi thứ 4 trong loạt Street Fighter II và chỉ được phát hành trên hệ máy thùng. Ngoài việc nâng cao tính cân bằng, trò chơi này còn giới thiệu thêm 4 nhân vật mới.

## Hệ thống trò chơi
Hệ thống trò chơi của Super Street Fighter II tương tự như hệ thống trò chơi của Street Fighter II: Hyper Fighting.

## Nhân vật
Mười hai nhân vật của Street Fighter II đều quay trở lại. Tính cân bằng của các nhân vật được nâng cao hơn và nhiều nhân vật có thêm các chiêu thức đặc biệt mới.
Bốn nhân vật mới được thêm vào bao gồm:
- T. Hawk, đến từ México
- Cammy, đến từ Anh
- Fei Long, ngôi sao điện ảnh từ Hồng Kông
- Dee Jay, đến từ Jamaica

## Đón nhận
Trên bài báo tháng 2 năm 1994 của tạp chí Gamest, Street Fighter II Dash Turbo (Hyper Fighting) và Super Street Fighter II được đề cử cho giải Trò chơi của năm nhưng đã không trò chơi nào thắng giải (trò chơi thắng giải là Samurai Shodown); Super Street Fighter II đứng ở vị trí thứ 3, ngoài ra, Super còn đứng thứ 3 trong hạng mục Trò chơi Đối kháng hay nhất, VGM tốt nhất và Đồ họa tốt nhất.